# Калиня
Кали́ня — село в Україні, у Кам'янець-Подільському районі Хмельницької області.

## Назва
Назва села походить від похідного слова Калина. Але чому саме Калина? Чому саме назва села пов'язана з цією рослиною? Нині у цьому селі нічого не нагадує калину, сьогодні важко знайти хоча б один кущ калини. Саме це ми спробуємо зараз з'ясувати. Як стверджують мешканці населеного пункту, раніше декілька десятків років тому у селі дійсно було не важко знайти кущ калини, цей символ української багатостраждальної історії ще сотню років тому проростав тут майже на кожному подвір'ї. Мешканці зазвичай використовували калину, як універсальний лікувальний засіб.
Провівши дослідницьку роботу я з'ясував, що дійсно калина у цьому селі завжди була невід'ємним атрибутом, можливо пов'язаним саме із свободою. Звідси й цікава легенда заснування села, яка розповідає про те, що майже понад тисячу років тому на місці сучасного села була болотиста долина, а на долині росли кущі калини. Через певний період люди із навколишніх сіл (Кульчиєвці, Княжпіль (стара назва Княже), Боришківці), які є певно старшими, стали заселяти цю місцевість, вирубуючи кущі калини та освоюючи долину.

## Географія
Калиня розташоване на рівнині поблизу струмка, що впадає у річку Баговицю за 8 км на схід від Кам'янця-Подільського та за 2,5 км на північ від села Кульчиєвці. Загальна площа 0,848 км². Географічні координати — 48°41′52″ пн. ш. 26°43′05″ сх. д.

### Клімат
Калиня знаходяться в межах вологого континентального клімату із теплим літом, але діяльність людини призводить до поганих змін та глобального потепління. Рівень наповнення річок водою по країні становить лише 20 % від необхідного стандарту, значна частина земної поверхні стає посушливою. Для покращення ситуації варто було б відновлювати екосистеми та лісові насадження.

## Історія
Через майже повну відсутність джерел важко говорити про минуле Калиня, особливо у найдавніші часи. Але зважаючи на особливість географічного розташування потрібно стверджувати наступне. На захід від села розташувалися невеличкі товтри, це говорить про те, що тут як і на іншій території «Подільських Товтр», 14 мільйонів років тому було море, яке звалось Сарматським. Неважко здогадатись, що й сама територія села в ті часи знаходилась під водою. Така ситуація в свою чергу не могла не вплинути на рельєф місцевості, і можливо саме цей фактор зіграв вирішальну роль у формуванні Калинської природи. Великих чи маленьких річок тут не має, а отже немає підстав стверджувати, про те, що тут селилися люди у давній період, тим більше на території населеного пункту поселень, чи стоянок давніх людей не виявлено, а отже їх певно тут і не було.
Юхим Сіцинський у своїй праці «Исторические сведения о приходах и церквах Подольской епархии» зазначає, що неподалік сусіднього села Княже (сучасний Княжпіль) колись було давнє поселення: на південний схід в куті, де поєднуються річки Тернавка і Гниловодь знаходиться гора, яку ще називають в народі «Городисько». Кругом вона вся покрита лісом, а зверху є поле, оброблене під посів. На цьому полі проглядаються сліди від валів, а в землі знаходяться куски обробленого каміння, цегла та черепки. Люди говорять, пише Сіцинський, що «град» (місто) який тут був провалився в землю [3, c. 170]. Цей факт дає можливість стверджувати, що поселення, яке колись існувало та зникло за дивних обставин, могло поширюватися і на територію Калиня. Тобто, точніше кажучи, територія Калиня могла входити до володінь цього міфічного, ще певно до княжих часів міста. Та це й недивно, оскільки довколишня місцевість досить багата на насичену історія, згадайте хоча б славнозвісну, літописну Бакоту столицю Поннизя, що до речі зовсім недалечко звідси.
В селі Калиня, на захід, тягнеться давній вал, що зветься Трояновим (див. додаток 7). В 1889 році в нім біля Калиня знайдений срібний денарій римського імператора Адріана [3, c. 168]. Звичайно, це не вказує на те, що дана територія входила до складу Римської імперії, оскільки загальновідомий факт, що римських легіонерів на території України не було. Але купці та торговці інше діло, могли й не раз побувати на цій землі. Міфічне місто, що згадувалось вище, а також давнє поселення Кам'янця (на території міста також знайдені давньоримські монети) певно підтримували тісні економічні зв'язки з Римом. В Степанкова В. С. з цього приводу (з приводу валів — від автора) є інша думка, він стверджує, що це ніякі не Троянові вали, а оборонні вали, що були збудовані козаками в часи Української Національно-Визвольної Революції 1648—1676 років під проводом Богдана Хмельницького. Козаки шапками насипали землю та формували оборонний вал. Так чи інакше, а цей факт вказує на унікальність цієї землі та села що лежить на ній.
У складі Речі Посполитої XV—XVIII ст. 1374 року литовські князі змушені були надати місту певних привілеїв, закріпити за ним близько 200 ланів землі, вигін для худоби, а також право займатися торгівлею й ремеслом [6, c. 22]. Калинська земля, з невеличким поселенням перейшла у безпосереднє користування жителів міста. Корінне населення прагнуло будь-що звільнитися з-під влади литовських феодалів. У 1393 році на Поділлі відбулося антифеодальне повстання, у якому брали участь кам'янчани і жителі навколишніх сіл. «Подільська земля,— писав літописець,— не хотіла бути послушною землі литовській». Подоляни вигнали литовських і польських панів. Але феодали силою зброї відновили свою владу на загарбаних землях.
У другій половині XIV ст. Поділля стає об'єктом експансії Ватикану: 1375 року папа Григорій XI видав буллу про створення Подільської католицької біскупії (єпископату) з центром у Кам'янці. Все це сприяло здійсненню агресивних планів польсько-шляхетської держави щодо Поділля. Сюди ринули польські феодали. На початку XV ст. вони захопили підлеглі Кам'янцю села — Боришківці, Зубрівку, Гуменці, Кульчиївці, Колубаївці, Островчани, Панівці, Цибулівку і почали наступ на місто [5, c. 298]. У 1404 році польський король Ягайло захопив Кам'янець. Але боротьба між литовськими і польськими феодалами за подільські землі тривала ще протягом тридцяти років. 1430 року королівські війська знов підступили до міста. Корінне українське населення, яке не бажало підпасти під владу Польщі, мужньо боронило Кам'янець. Однак місцева польська шляхта на чолі з кам'янецьким єпископом вчинила заколот і хитрощами здала місто.
У 1434 році, коли Поділля було приєднане до Польщі і створене Подільське воєводство, Кам'янець стає його центром. 1463 року він оголошений королівським містом. А навколишні села надовго закріплюються за польськими магнатами. У власність польських панів потрапляє і Калиня.
Перша задокументована згадка про село відноситься до 1493 року [3, c. 168]. В ній говориться, що в 1493 році село Калиня (Calynye) платило податок від 3 димів. Дим — це перша відома за часом одиниця оподаткування. Данина з покорених народів бралась саме з диму, оскільки це ознака окремого домогосподарства. Таким чином, можна констатувати те, що у 1493 році в селі були 3 окремі господарства, які платили податок на користь Польщі. В 1530 році тут було 21/2 плуга, а в 1542 — 2 плуга. Плуг — це штучна одиниця оподаткування, яка вираховувалась із кількості волів у господарстві. В 1565 році Калиня належало Петру Бонку і знаходилось в оренді у Домініковського [3, c. 168]. У той час в селі вже нараховувалось 7 плугів, але по не з'ясованих причинах через чотири роки зменшилось до 4 плугів (можливо частина тяглової сили та підневільних селян були продані, або ж подаровані паном Бонком комусь іншому — від автора). В наступні роки й надалі господарство села занепадало. І в 1578 році в селі було лише 21/2 плуга, як і 58 років тому. У ці роки Калиня й надалі належало все ж тій самій доволі заможній, польській сім'ї Бонків. Окрім Калиня у XV—XVI ст. родина Бонків володіла, Боришківцями (які у ті часи були надзвичайно великим селом, і сперичалися за орні землі та ліс «Откоров» з Кам'янцем [3, c. 110]), Дерев'янами, Княжполем та частиною Безднісківців (див. додаток 1). Найбільш заможними і відомими з цієї родини були Петро та його молодший брат Андрій Бонки. Перший жив наприкінці XV ст., а другий успадкував власність брата у першій половині XVI ст.
В другій половині XVII століття, у зв'язку із розпорошенням дому Бонків (після смерті Валинтина Бонка, його вдова Дарина видає свою доньку Ядвігу за представника іншого могутнього, польського дому — Юрія Калиновського, і як придане віддає йому у власність Кульчиєвці, Калиня, Дерев'яни та частину Боришковець. Було це наприкінці XVI ст.) Калиня вже поділено на частини. Серед власників села у 1678 році зазначимо наступних: кам'янецький староста Гавриїл Сильницький, польські магнати Ржешовські, Богуші, Косинські та Хоцимірські. У XVIII столітті було два власника: Богуш і Ржешовський, які судилися з містом за орні землі. Це століття внесло свої корективи на дану території, Кульчиєвці та Боришківці розпались на частини, так на мапі з'явилися нові населені пункти — Єленовка (сучасна Оленівка) та Слобідка-Кульчиєвецька (остання з'явилась на місці частини старого лісу «Откоров»).
Під владою Російської імперії кінець XVIII — поч. XX ст. На початку XIX століття у селі знову один власник — Гумецький Казимир. За переписом 1818 року дана особа володіла 150 селянами Калиня [3, с. 168]. Але в кінці цього століття у села знову купа власників. Така ситуація пояснюється насамперед тим, що родини власників Подільських земель часто між собою споріднювалися і таким чином їхні землі часто, як наслідок змінювали своїх власників.
Історія виникнення церкви в Калині це окреме питання. Юхим Сіцинський зазначає, що церква в Калині вже була у XVI столітті (1565 рік) [3, с. 168]. А та церква, яка існує зараз, дерев'яна церква Покровської Богоматері, відзначається в клерових відомостях, як така, що збудована у 1750 році. Але візити 1739, 1748 і 1758-х років не вказують на те, що в проміжку цих літ була збудована нова церква, причому у візиті 1758 року, говориться, що невідомо коли збудована існуюча церква пише Сіцинський. Далі він продовжує, це наводить на думку, що ця церква збудована до 1727 року, так, як перший священик, про якого є відомості був тут до 1727 року [3, с. 169]. Особисто, я не поділяю таку думку Сіцинського, він сам собі суперечить. Зазначивши, що церква у селі вже була у 1565 році, а перший священик з'явився тільки до 1727 року, виходить 200 років церква була, а священиків не було. Я вважаю, що церква про яку йде мова, невідривно пов'язана з церквою XVI ст., ймовірно вона була просто перебудована, у зв'язку із своєю старістю. Про давні церковні традиції Калиня вказує і той факт, що у Суржинцях (а ми з'ясували, що це також територія Калиня — Див. Юхим Сицинський. «Исторические сведения о приходах и церквах Подольской епархии», стор. 188) є старе, закинуте кладовище, люди говорять, що там, колись дуже давно була церква, збудована можливо ще за княжих часів. Наприкінці XIX століття, у 1873 році приход села Суржинці перейшов до села Фурманівка, а до того він був закріплений за Калинською церквою. В цей час тут було 47 дворів і 237 жителів [3, c. 188]. Тому можна сміло плюсувати кількість Калинських дворів та жителів з Суржинецькими для повної картини населення. Отже, ми отримали такі дані: наприкінці XIX ст. в Калині 204 двори та 984 жителі. На той час це досить непоганий показник, якщо, до прикладу, у всій подільській губернії, за переписом населення від 1897 року проживало — 266350 жителів, з них українців — 210264.
Коли церква приєднана до православ'я невідомо, пише Сіцинський, але на початку XIX ст. (1801 р.) в церкві знаходився «Холщевой св. Антиминсь», освячений 12 липня 1760 року, святійшим Гервасієм, єпископом Переяславським. З переліку священиків представленого у Сіцинського, можна зробити висновок, що церква спочатку була або греко-католицькою, або ж католицькою.
Перелік священнослужителів Калинського Храму Покровської Богоматері до поч. XX століття:
- 1. Самуель Гудзинський до 1727 року;
- 2. Іоан Хрущ, або Хрущевський 1727—1770 рр. (був запрошений в 1727 році зі Львова на прохання Криштофа Ржешовського, трембовельського підстолья, і введений в приход кам'янецьким офіціалом Іннокентієм Римбалою);
- 3. Антоній Хрущевський 1770—1790 рр. (мабуть син Іоана Хруща, за презентацією Антонія Богуша, подільського підкоморного);
- 4. Даниїл Холодь — 1801 р.;
- 5. Іоан Хрущевський — 1810—1813 рр. (певно онук І. Хруща);
- 6. Іоан Билинський — 1813—1833 рр.;
- 7. Стефан Гущинський — 1833—1845 рр.;
- 8. Миколай Кулаковський — 1845—1854 рр.;
- 9. Юліан Яворський — 1854—1863 рр.;
- 10. Олимп Синицький — 1863—1876 рр. Потім священики змінювались досить часто, у зв'язку з бідністю прихода;
- 11. Платон Виногродський — 1876—1879 рр.;
- 12. Автоном Мацівич;
- 13. Олександр Неклісвич;
- 14. Симеон Куземський;
- 15. Іван Степанов;
- 16. Платон Сенчиневич;
- 17. Йосип Осіцький .

Сучасна ж церква у селі вже третя. Вона також збудована на свято Покрови, як і її попередниця. Церква майже повністю дерев'яна (див. додаток 4,5,6,10), вона має неперевершений вигляд. Її можна зустріти у краєзнавчих путівниках по Поділлі, це одна із небагатьох дерев'яних церков Поділля, що збереглася до наших днів. Вона пережила важкі радянські часи безбожництва, коли храми руйнували та обкрадали, дві світові війни та багато іншого, здається сам Господь Бог її оберігає від ворогів.
Важко говорити про вік цього храму. Але, я вважаю, що церкві — понад 100—110 років. Погребков Василь Васильович (житель села Калиня, 1944 року народження, у радянські часи працював листоношею, рідний дід автора) заявляє, що Цяця Микита 1870-х років народження, розповідав про те, що він першим брав шлюб у новій церкві. Відповідно до цього, вік храму не більше 115 років.
В долині села, неподалік криниці, біля лісу стоїть старий, хрестоподібний камінь (див. додаток 9). На камені витесані незрозумілі написи. Я намагався, щось прочитати, та в мене нічого не вийшло, написи зроблені так неакуратно, що через сотню років їх важко відділити один від одного, не те що прочитати. Люди говорять, що це могила. За легендою тут похована дівчина, яку зґвалтував якийсь пан (певно власник села). Після пережитого, вона вирішила покінчити із життям і втопилася в криниці, що поблизу. Тому похоронили її і тут, неподалік криниці.

### Калиня у роки національно-визвольних змагань 1917—1920рр. Встановлення радянської влади. Роки сталінських репресій, голодомору
Важкі часи прийшли на українську землю, не обминули вони і Калиня. 1917—1921-ші роки для Калиня стали, роками повстанських виступів, дана місцевість імпонувала повстанським групам (бандам), тому, що вони могли тут швидко переховуватись, та й до міста близенько. «За свідченням Начальника уєздучастка Новоушицького уєзда, 29 жовтня (1921 року — від автора) банда в 30 чоловік піхоти з'явилася в с. Супрунківці, і 31 жовтня банда при отамані в пагонах прибула в с. Блещановка…, потім перейшла в с. Михайлівка… Згідно з безпосередніми свідченнями остання банда формується в Княжпольському лісі… …з гарнізону Кам'янець 16 годин 1 листопада маршрутом Кам'янець-Кульчиєвецька-Слобідка-Кульчиєвці-Калиня-Княжпільський ліс виїхав роз'їзд кінної міліції в кількості 10 чоловік[2, c. 157]». Це факт підтверджує, антирадянські настрої місцевого населення.
Любов до радянської влади не з'явилася і в наступні роки. Селяни виступали проти встановлення влади «советів», проти колективізації. 1922—1932 роки пройшли під лозунгами: «Не чіпайте церкви», «Геть колективізацію», «Геть радянську владу» [2, c. 35]. Особливо жителям сіл Калиня, Кульчиєвці не подобалася колективізація, про це свідчить селянське заворушення, що сталося у 1930 році [2, c. 36]. Унаслідок подібних виступів, односельчани потрапляли до Камянецької трійки, яка була надзвичайно безжалісною і майже завжди виносила вирок — розстріл. В часи Сталінських репресій багато жителів Калиня відкрили для себе «туристичні принади Сибіру». На щастя голодомор 1932—1933 років не залишив величезних шрамів у селі, лише поодинокі випадки смертності.

### Населений пункт в рокиНімецько-радянської війни, окупації
Відразу після вторгнення гітлерівської Німеччини та її союзників на територію Радянського Союзу Президією Верховної Ради СРСР 22 червня 1941 р. в УРСР та деяких інших союзних республіках було введено воєнний стан і оголошено мобілізацію.
«На підставі статті 49 пункту „Л“ Конституції СРСР Президія Верховної Ради СРСР оголошує мобілізацію на території військових округів…. Мобілізації підлягають військовозобов'язані, які народилися з 1905 по 1918 рік включно. Першим днем мобілізації вважати 23 червня 1941 р. [4, c. 37]». Від подолян надійшло чимало заяв про бажання добровільно стати до лав РСЧА. У лави червоноармійців записувалися і жителі села Калиня. Зараз достеменно невідомо скільки чоловік було мобілізовано з цього населеного пункту, скільки добровільно записалися до лав армії, але одне відомо точно — такі були.
11 липня ворожі війська захопили Кам'янець-Подільський. Перед цим, того ж самого дня було захоплено й Калиня. Так на території села розпочався довгий 3-х річний окупаційний період. В основі політики гітлерівців на окупованій території лежала теорія про зверхність «арійців» щодо інших народів. 17 липня 1941 р. Гітлер призначив Альфреда Розенберга рейхсміністром у справах окупованих східних областей. 20 серпня вийшов наказ про утворення з частини захоплених українських територій рейхскомісаріату «Україна» (РКУ). Тоді ж з'явилася директива Розенберга про адміністративний поділ РКУ. До складу РКУ входило шість генеральних комісаріатів (генеральних округ): «Волинь-Поділля», «Житомир», «Київ», «Миколаїв», «Дніпропетровськ» і «Таврія» [4, c. 5].
Генеральний комісаріат «Волинь-Поділля» охоплював території Кам'янець-Подільської, Рівненської, Волинської, північні райони Тернопільської та західні райони Вінницької областей УРСР, а також південні райони Пінської і Брестської областей Білорусі. На початку 1943 р. ця генеральна округа мала територію в 80507,99 км² (за цим показником «Волинь-Поділля» займала перше місце в РКУ). Тут проживало 4 211 916 осіб (друге місце в РКУ після округи «Київ»). Генеральна округа «Волинь-Поділля» на заході межувала з дистриктом «Галичина», на півночі та північному заході — з рейхскомісаріатом «Остланд», на сході — із генеральною округою «Житомир», на південному сході — з дистриктом «Трансністрія», на півдні — з губернаторством «Буковина».
У генеральній окрузі німецька цивільна влада була зосереджена в руках генерал-комісара. 1 вересня 1941 р. генерал-комісаром «Волині-Поділля» був призначений поплічник Коха Генріх Шене. Наступною ланкою в структурі німецького цивільного управління були гебіти (округи) на чолі з гебітскомісарами (окружними комісарами) [4, c. 5]. Наступною ланкою адміністративно-територіального поділу були райони. На території генеральної округи «Волинь-Поділля» було створено 132 райони (найбільше з-поміж інших округ рейхскомісаріату). Найнижчою ланкою в адміністративному управлінні були сільські управи. В кожному населеному пункті владні повноваження виконували старости. Претендентів на посади старост призначали керівники районів, що несли особисту відповідальність за їх благонадійність. У початковий період окупації старости виконували обов'язки на громадських засадах, утім, із розгортанням радянського та національного рухів Опору, окупаційна влада змушена була виплачувати їм грошову винагороду. Калинським старостою за свідченням того ж самого Погребкова В. В. був житель села Ралюк Іван Федорович, якого у 1944 році, за співпрацю з окупаційними властями застрілив інший житель — Фроїмчук, що повернувся з фронту. Комендантський німецький пункт знаходився у приміщенні старої початкової Калинської школи, де сьогодні приватний будинок колишнього дільничого інспектора міліції Кучерика (див. додаток 14). У селі знаходився також й інший пункт, де зберігалася амуніція. Сьогодні поблизу цього місця розташовується будинок теперішнього Калинського старости Колісника Олександра Степановича. Окупаційний режим породив таке явище як колабораціонізм. На жаль, у селі були випадки колабораціонізму (люди, які з охотою працювали на німецькі органи влади). Але були й героїчні випадки. Так, до прикладу Валентюк Олексій Михайлович розповідав про те, як він у часи окупації спромігся вивести радянського офіцера-розвідника. Останній пообіцяв, що якщо вийде живим з села, то обов'язково доповість про героїчний подвиг Валентюка, з метою представлення його до відзнаки — Ордену Слави.
Початок війни та Акт незалежності України, проголошений 30 червня 1941 p. у м. Львові, дали «зелене світло» створенню національних органів влади. Вже 29 липня 1941 р. було проведено організаційне засідання Обласної Експозитури Кам'янець-Подільської області, на якому сформовано виконавчу вертикаль регіону. Найвищим виконавчим органом влади стала Кам'янець-Подільська обласна управа, до якої увійшли: М. Козак, Д. Притуляк, О. Лисяк, М. Фриз, Т. Охрімович, Б. Лотоцький, Б. Цуприк, М. Побережник, В. Біланюк, М. Фриз, О. Голубяк, Л. Сваричевський. Охорону громадського порядку мала забезпечити заново створена обласна міліція, яку очолив комендант В. Зброжик. До її складу увійшли також: С. Сікора, М. Іванець, І. Гірняк, А. Олексик. І. Бзовий, Є. Білас, С. Устяник, Ю. Опара, В. Мулик і П. Гречаник [4, c. 6]. Про існування загонів УПА та ОУН на території сіл Калиня, Кульчиєвці, Княжпіль свідчить той факт, що 14 жовтня 1944 року (на свято Покрови, а також річниця створення УПА) в селі Кульчиєвці під час проведення зібрання, напала банда в кількості 10-ти чоловік і обстріляла присутніх на зібранні, після чого вона зникла в невідомому напрямку. В тому ж районі в селі Княжпіль 15 жовтня 1944 р., група бандерівців в к-сті 7-ми чоловік ввірвалася до колгоспу, вбили бухгалтера і поранили бригадира колгоспу. Бандити забрали двох коней, особисті речі голови колгоспу і зникли в невідомому напрямку [2, c. 456].

### Розвиток населеного пункту від 1960-х років
З 1939 року по 1962 рік Калиня знаходилось у складі Довжоцького району, спочатку Кам'янець-Подільської (до 1954 року), а потім Хмельницької області. Калиня в цей період нічим особливим не вирізнялося від інших сіл даного району. У 1962 році Калиня, як і інші села Довжоцького району, входить до складу Кам'янець-Подільського району, де залишається й сьогодні.
В радянський період тут існував колгосп імені Кірова, який спочатку був з'єднаний з Княжпільським колгоспом ім Пархоменка, а потім з Кульчиєвецьким «До комунізму». У 1972 році в селі, на честь 50-річчя радянської влади був збудований новий будинок культури. У 1988 році в Калині будують нову автобусну зупинку, через декілька років нову початкову школу та фельдшерсько-акушерський пункт.

### Незалежна Україна
З 24 серпня 1991 року село входить до складу незалежної України.
У 2007 році у селі запалав блакитний вогник, першими хто підвів газ до власного будинку стали, жителі села за адресою вул. Постишева 21. Робочий газовий проект за цією адресою складений від 8 жовтня 2007 року. Сьогодні у селі Калиня є агрофірма «Калинський ключ», власник якої Гай Ігор Віталійович є депутатом Кам'янець-Подільської райдержадміністрації.
На жаль, на початку нинішнього століття школу закрили, через невелику кількість дітей, що у ній навчались. Тепер діти вимушені добиратись до сусіднього Кульчиєвецького НВК. Лише декілька років тому, райдержадміністрація в рамках проекту «Шкільний автобус» придбала новий автобус, що возить школярів із сіл Калиня, Фурманівка та Слобідка-Кульчиєвецька у Кульчиєвецький НВК.
З 14 серпня 2017 року шляхом об'єднання сільських рад, село увійшло до складу Слобідсько-Кульчієвецької сільської громади. Об'єднання в громаду має створити умови для формування ефективної і відповідальної місцевої влади, яка зможе забезпечити комфортне та безпечне середовище для проживання людей.
7 травня 2022 року селі Калиня на Кам'янеччині парафія Покрови Пресвятої Богородиці перейшла з Московського патріархату в Православну Церкву України. На Кам'янеччині ця парафія стала однією з перших, хто покинув московський патріархат. Люди раділи, що тепер тут лунатиме молитва українською за Україну, за українців, за перемогу і мир.
Колишній орган місцевого самоврядування — Кульчієвецька сільська рада.

## Населення
Населення становить 376 осіб станом на 2001 рік.

### Мова
У селі поширені західноподільська говірка та південноподільська говірка, що відносяться до подільського говору, який належить до південно-західного наріччя.
100 % населення вказало своєю рідною мовою українську мову.

## Релігія
- Церква Покрови Пресвятої Богородиці (ПЦУ)

## Пам'ятки
Між селом Калиня і Абрикосівкою є яблуневий сад, а в ньому — відтворено старовинну скульптуру святого Яна Непомуцена. Пам'ятник святому Яну, знаходиться на місці сутички між польськими та турецькими військами.

## Охорона природи
Село лежить у межах національного природного парку «Подільські Товтри».

## Відомі уродженці
- Кушнір Віктор Степанович — український поет, журналіст. Засновник Союзу українських журналістів і письменників на чужині.
- Негода Борис Михайлович — заслужений художник України (1999).
- Фурман Олександр Вікторович — майор Збройних сил України, учасник російсько-української війни.
- Колісник Дан Вікторович — капітан Збройних сил України, командир роти, 140-й окремий центр сил спеціальних операцій.